# Bangladesh International 2016
Die Bangladesh International 2016 im Badminton fanden vom 6. bis zum 10. Dezember 2016 in Dhaka statt.

## Sieger und Platzierte
| Disziplin    | Gold                                        | Silber                                 | Bronze                                 |
| ------------ | ------------------------------------------- | -------------------------------------- | -------------------------------------- |
| Herreneinzel | Abhishek Yelegar                            | Shreyansh Jaiswal                      | Aditya Joshi                           |
| Herreneinzel | Abhishek Yelegar                            | Shreyansh Jaiswal                      | Hemanth M. Gowda                       |
| Dameneinzel  | Vũ Thị Trang                                | Nguyễn Thùy Linh                       | Rituparna Das                          |
| Dameneinzel  | Vũ Thị Trang                                | Nguyễn Thùy Linh                       | Nguyễn Thị Sen                         |
| Herrendoppel | Satwiksairaj Rankireddy Chirag Shetty       | M. Anilkumar Raju Venkat Gaurav Prasad | Mooghillen Genesan Mugunthen Genesan   |
| Herrendoppel | Satwiksairaj Rankireddy Chirag Shetty       | M. Anilkumar Raju Venkat Gaurav Prasad | Krit Tantianankul Viriyangkura Tanupat |
| Damendoppel  | Nguyễn Thị Sen Vũ Thị Trang                 | J. Meghana Poorvisha Ram               | Sanjana Santosh Arathi Sara Sunil      |
| Damendoppel  | Nguyễn Thị Sen Vũ Thị Trang                 | J. Meghana Poorvisha Ram               | Nootprawee Promdej Thanyasuda Wongya   |
| Mixed        | Satwiksairaj Rankireddy Maneesha Kukkapalli | Viriyangkura Tanupat Thanyasuda Wongya | Venkat Gaurav Prasad Juhi Dewangan     |
| Mixed        | Satwiksairaj Rankireddy Maneesha Kukkapalli | Viriyangkura Tanupat Thanyasuda Wongya | Rohan Kapoor Sanjana Santosh           |